# Peter Broeker
Peter Broeker, kanadski dirkač Formule 1, * 15. maj 1929, Hamilton, Ontario, Kanada, † 1980, Vancouver, Britanska Kolumbija, Kanada. 

## Življenjepis
V svoji karieri je nastopil le na dirki za Veliko nagrado ZDA v sezoni 1963, kjer je z dirkalnikom Stebro 4 moštva Canadian Stebro Racing zasedel sedmo mesto z več kot dvaindvajsetimi krogi zaostanka za zmagovalcem. Umrl je leta 1980.

## Popolni rezultati Formule 1
(legenda) (odebeljene dirke pomenijo najboljši štartni položaj, poševne pa najhitrejši krog, †-uvrščen kljub odstopu)
| Leto | Moštvo                 | Šasija   | Motor           | 1   | 2   | 3   | 4   | 5  | 6   | 7   | 8     | 9   | 10  | Prv | Toč |
| ---- | ---------------------- | -------- | --------------- | --- | --- | --- | --- | -- | --- | --- | ----- | --- | --- | --- | --- |
| 1963 | Canadian Stebro Racing | Stebro 4 | Ford Straight-4 | MON | BEL | NIZ | FRA | VB | NEM | ITA | ZDA 7 | MEH | JAR | -   | 0   |